# Asociația Cașubo-Pomeraniană

Logo asociație

Asociația Cașubo-Pomeraniană (cașubă: Kaszëbskò-Pòmòrsczé Zrzeszenié, poloneză: Zrzeszenie Kaszubsko-Pomorskie) este o organizație non-guvernamentală regională a cașubilor, kociewiacy și altor persoane interesate de cultura regională din Cașubia, Polonia. 

## Structură
Sediul central al asociației este în Gdańsk, Polonia. Consiliul pentru Limba Cașubă (cașubă: Radzëzna Kaszëbsczégò Jãzëka; poloneză: Rada Języka Kaszubskiego) este un organism al Asociației care supraveghează și promovează limba și cultura cașubă.
„Pomerania” este un jurnal lunar fondat în 1963 care publică în poloneză și cașubă.
Numele Pomerania este forma germanizată a unui nume de peisaj slav, care derivă dintr-o frază slavă care înseamnă „lângă mare” - vezi po morzu „lângă mare, de-a lungul mării” sau po morze „până la mare” în poloneză. Pe lângă sucursale, Asociația are și cluburi studențești și cluburi tematice, adunând membri cu aceleași interese: 
- Clubul Studențesc „Pomorania” din Toruń - format din studenți ai Universității Nicolaus Copernicus din Toruń.
- Clubul Studențesc „Pomorania” din Cracovia - format din studenți ai Universității Jagiellonă.
- Clubul studențesc „Pomorania” din Gdańsk - format din studenți ai Universității din Gdańsk și ai Universității de Tehnologie din Gdańsk.
- Clubul turistic „Wanożnik” - organizator al excursiei anuale pe canoe „Pe urmele lui Remus”.
- Clubul "Siedmiu Kolorów" (Clubul "Șapte Culori") - reunește persoanele pasionate de broderia tradițională cașubiană.
- Clubul tematic al artiștilor din Wejherowo.

## Instituții colaboratoare
Asociația Cașubo-Pomeraniană a fondat  Universitatea Populară Cașubiană din Wieżyca și acționar al Academiei de Formare Profesională din Gdańsk.

## Președinții asociației
2019 - prezent: Jan Wyrowiński
2016–19: Edmund Wittbrodt
2010–16: Łukasz Grzędzicki
2004–10: Artur Jabłoński
1998–04: Brunon Synak
1994–98: Jan Wyrowiński
1992–94: Stanisław Pestka
1986–92: Józef Borzyszkowski
1983–86: Szczepan Lewna
1980–83: Izabella Trojanowska
1976–80: Stanisław Pestka
1971–76: Jerzy Kiedrowski
1959–71: Bernard Szczęsny
1956–59: Aleksander Arendt